# France Football
France Football — еженедельный (выходит во вторник и пятницу) французский журнал о футбольных новостях со всего мира, издаётся с 1946 года. Одно из самых авторитетных спортивных изданий в Европе, в основном из-за фоторепортажей и статистических данных матчей еврокубков, а также широкого освещения европейских лиг.
Журнал France Football «вышел» из журнала «Football», который выходил в 1927—1944, а также временно был полуофициальным печатным органом Федерации футбола Франции. Первый номер вышел 8 января 1946 года. С февраля 1977 года публикуется с цветной обложкой и скрепленными страницами. Внутренние страницы всё ещё печатались не в цвете, но за последние десять лет большинство страниц получили и цветные иллюстрации. Рекорд продаж пришелся на 14 июля 1998 года, через два дня после победы сборной Франции в финале чемпионата мира по футболу (520000 проданных экземпляров).
С 1974 по 1982 год и с 1997 по 2013 выходил дважды в неделю (по вторникам и пятницам) — издание в пятницу 1978—1982 называлось France Foot 2 — с апреля 2013 года, печаталось только по вторникам. С 21 января 2015 года (№ 3587) выходит по средам.
С 3 ноября 2008 года, на веб-сайте журнала Francefootball.fr выходит ежедневный информационный бюллетень.

## Награды
Журнал является учредителем премии «Золотой мяч». Награда была учреждена главным редактором France Football Габриэлем Ано, который попросил своих коллег проголосовать за лучшего игрока года в Европе в 1956 году (первым обладателем приза стал Стенли Мэтьюз из «Блэкпула»). С 1959 года France Football выбирает также футболиста года во Франции и, с 1970 года, — награду «Французский тренер года» (последним обладателем этой награды является Лоран Блан). С 1968 по 1990 год награждалась Европейская команда года фр. Challenge Européen de Football. Награда «Африканский золотой мяч» присуждалась в конце каждого календарного года с 1970 по 1994 год. Эта награда в настоящее время присуждается при поддержке Африканской конфедерации футбола.

### «Команда мечты» 2020 года
В 2020 году вместо традиционного вручения «Золотого мяча» журнал организовал голосование среди 177 журналистов из ведущих мировых СМИ (из них 140 зарубежных) с целью определения «команды мечты» — символической сборной, составленной из лучших игроков в истории футбола. В декабре France Football опубликовал сразу три «команды мечты».
| Лев Яшин Кафу Франц Беккенбауэр Паоло Мальдини Хави Лотар Матеус Диего Марадона Пеле Лионель Месси Криштиану Роналду Роналдо |
| «Команда мечты» № 1 |

| Джанлуиджи Буффон Карлос Алберто Торрес Франко Барези Роберто Карлос Андреа Пирло Франк Райкард Зинедин Зидан Альфредо Ди Стефано Гарринча Роналдиньо Йохан Кройф |
| «Команда мечты» № 2 |

| Мануэль Нойер Филипп Лам Серхио Рамос Пауль Брайтнер Йохан Нескенс Диди Мишель Платини Андрес Иньеста Джордж Бест Тьерри Анри Марко ван Бастен |
| «Команда мечты» № 3 |